# Willesden Green (London Underground)

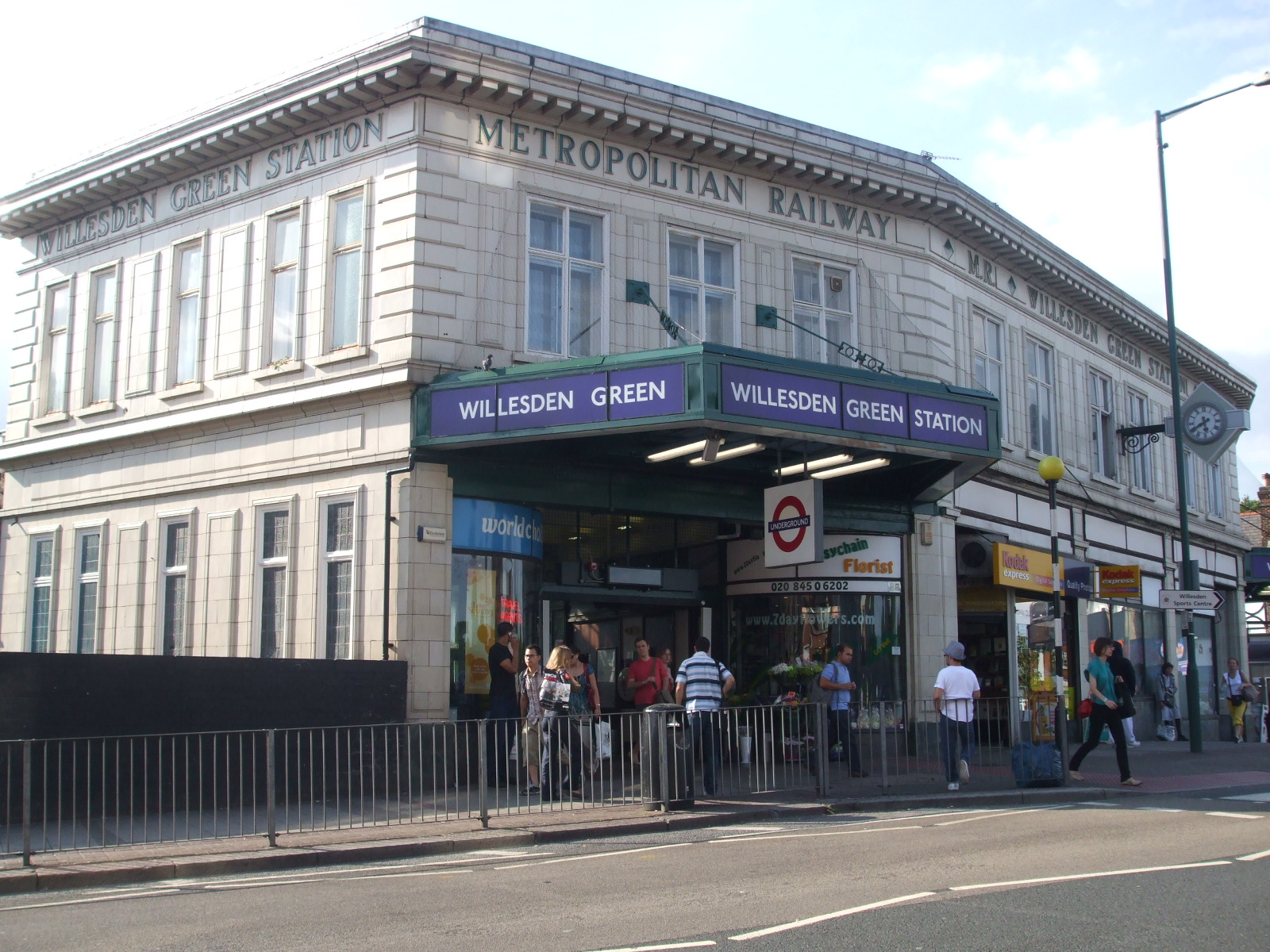
Stationsgebäude

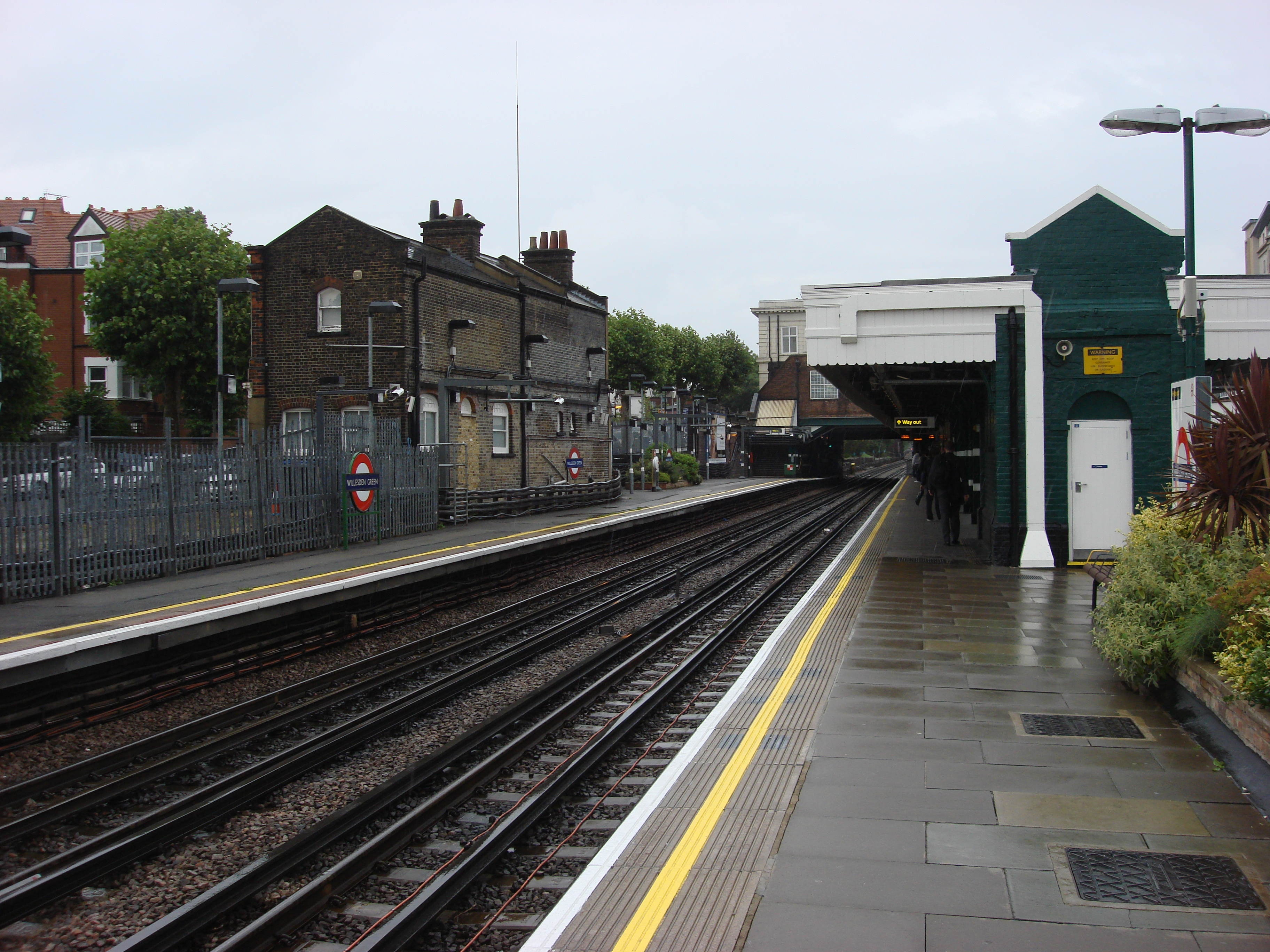
Bahnsteig

Willesden Green ist eine oberirdische Station der London Underground im Stadtbezirk London Borough of Brent. Sie liegt an der Grenze der Travelcard-Tarifzonen 2 und 3, an der Walm Lane. Die von der Jubilee Line bediente Station wurde im Jahr 2014 von 8,82 Millionen Fahrgästen genutzt.
Die Eröffnung der Station erfolgte am 24. November 1879 durch die Metropolitan Railway (Vorgängergesellschaft der Metropolitan Line). Einige Monate lang war hier zunächst Endstation, bis die Strecke am 2. August 1880 in Richtung Harrow-on-the-Hill verlängert wurde. Ab 20. November 1939 hielten hier auch Züge der Bakerloo Line, die den Verkehr auf der Stanmore-Zweigstrecke übernahmen. Der Parallelverkehr währte jedoch nur einige Monate; um eine Beschleunigung und Entflechtung zu ermöglichen, passieren Züge der Metropolitan Line seit dem 7. Dezember 1940 diese Station ohne Halt. Am 1. Mai 1979 übernahm die neu eröffnete Jubilee Line den Verkehr der Bakerloo Line.
Zwar bestehen weiterhin Bahnsteige an den Gleisen der Metropolitan Line, diese werden jedoch in der Regel nicht genutzt und sind abgesperrt. Ausnahme sind vereinzelte Züge nach Betriebsbeginn und kurz vor Betriebsschluss. Das Stationsgebäude steht seit 2006 unter Denkmalschutz (Grade II); die Außenwände sind mit weißem Fayence-Marmor verkleidet, während die Wände der Schalterhalle aus grünen Tessera-Mosaiken bestehen.